# Dragoș Coman
Dragoș Cristian Coman  (ur. 16 października 1980 w Bukareszcie) - były rumuński pływak, specjalizujący się głównie w pływaniu stylem dowolnym na długich dystansach (400-1500 m).
Brązowy medalista mistrzostw świata z Barcelony na 400 m stylem dowolnym oraz mistrzostw świata na krótkim basenie z Indianapolis na 1500 m stylem dowolnym. 8-krotny medalista mistrzostw Europy. 3-krotny medalista Uniwersjad.
3-krotny uczestnik Igrzysk Olimpijskich z Sydney, Aten oraz Pekinu.